# Live in the UK 2008
Live in the UK 2008 es el primer álbum en vivo de la banda  estadounidense de pop punk Paramore, grabado en el Reino Unido el año 2007 durante una gira que hizo el grupo allí. El álbum es de edición limitada, con solo un pequeño número de copias vendidas (mil en total), el cual incluye tres presentaciones en las ciudades de Mánchester, Brixton y Birmingham.

## Lista de canciones

### Disco 1
Todas las canciones escritas y compuestas por Paramore. 
| CD 1 |                                          |          |  |
| N.º  | Título                                   | Duración |  |
| 1.   | «For a Pessimist, I'm Pretty Optimistic» | 4:33     |  |
| 2.   | «Born for This»                          | 4:12     |  |
| 3.   | «Emergency»                              | 4:52     |  |
| 4.   | «Never Let This Go»                      | 4:47     |  |
| 5.   | «Fences»                                 | 3:47     |  |
| 6.   | «Let The Flames Begin»                   | 6:03     |  |
| 7.   | «When It Rains»                          | 3:37     |  |

### Disco 2
| CD 2 |                       |          |  |
| N.º  | Título                | Duración |  |
| 1.   | «Crushcrushcrush»     | 3:34     |  |
| 2.   | «Pressure»            | 4:47     |  |
| 3.   | «Here We Go Again»    | 3:17     |  |
| 4.   | «That's What You Get» | 5:04     |  |
| 5.   | «My Heart»            | 6:34     |  |
| 6.   | «Decoy»               | 4:29     |  |
| 7.   | «Misery Business»     | 3:46     |  |